# Liuthar-Evangeliar

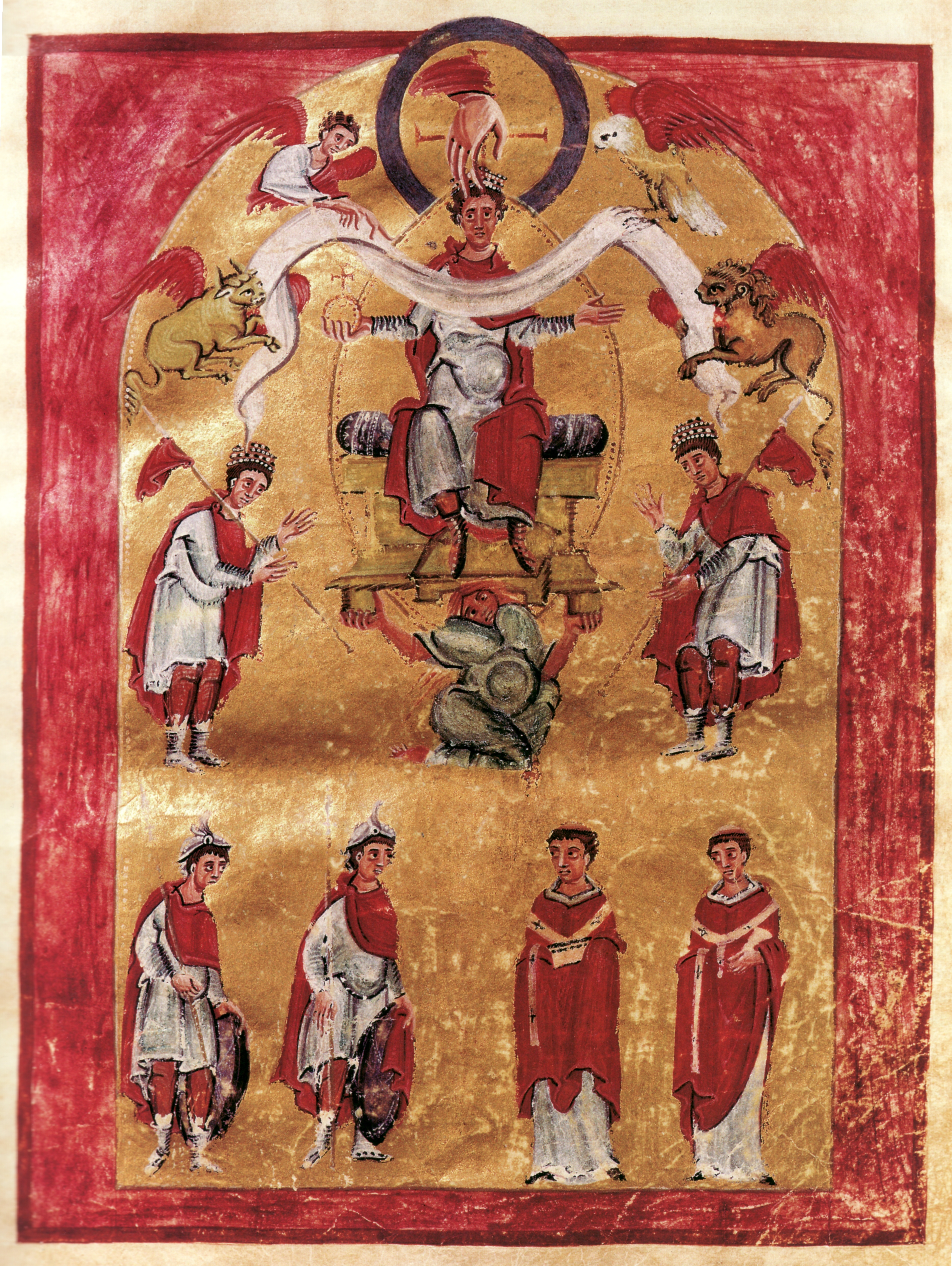
Thronbild Kaiser Ottos III. (fol. 16r)

Das Liuthar-Evangeliar, auch Evangeliar Ottos III. oder Ottonisches Evangeliar, ist eines der Hauptwerke ottonischer Buchmalerei. Die nach einem Mönch Liuthar benannte Handschrift entstand vermutlich um das Jahr 1000 im Auftrag Ottos III. im Kloster Reichenau und ist namensgebend für die sogenannte Liuthar-Gruppe der Reichenauer Buchmalerei, der auch das Münchner Evangeliar Ottos III., das Perikopenbuch Heinrichs II. und die Bamberger Apokalypse zugezählt werden. Eine epochale Neuerung in der abendländischen Buchmalerei ist die Darstellung aller Bilder auf Goldgrund.
Heute befindet sich das Evangeliar in der Aachener Domschatzkammer (Inv.-Nr. 25) und stellt neben dem Schatzkammer-Evangeliar aus karolingischer Zeit eine der zwei besonders bedeutsamen und wertvollen mittelalterlichen Handschriften der Sammlung dar. Zusammen mit neun weiteren Werken der Reichenauer Schule wurde das Manuskript 2003 von der UNESCO in die Liste des Weltdokumentenerbes aufgenommen.

## Geschichte
Zahlreiche Nachweise künden davon, dass das wohl im Jahre 1000 bei der Gründung des Aachener Krönungsstifts gestiftete Liuthar-Evangeliar jahrhundertelang als Schwurevangeliar für die in Aachen gekrönten römisch-deutschen Könige, die als Kanoniker in das Aachener Stiftskapitel aufgenommen wurden, sowie für die Aachener Stiftsherren selber diente.
Nach der Französischen Revolution gelangte die Handschrift in Aachener Privatbesitz und wurde 1848 zurückerworben.

## Beschreibung

### Handschrift

#### Inhalt und Gestaltung
Das 256 Blatt starke, die Texte der vier Evangelien nach der Vulgata des hl. Hieronymus umfassende Manuskript mit einem Format von 29,8 × 21, 5 cm ist einspaltig in karolingischer Minuskel mit schwarzer Tinte auf Pergament geschrieben; Titel und Überschriften sind in goldener Capitalis rustica und auch die Randziffern in Gold gehalten. Der Kodex enthält neben den Evangelientexten auch die jeweiligen Vorreden, Argumente genannt, ein Perikopenverzeichnis, 31 ganzseitige Miniaturen – darunter je eine Darstellung der vier Evangelisten, vier Initialseiten, 21 Abbildungen mit Szenen aus dem Leben Jesu Christi, ein Widmungsblatt des Mönches Liuthar mit einer Darstellung der Apotheose Ottos III. – sowie zwölf Kanonblätter.

#### Apotheose Ottos III.
Von großer Bedeutung ist das dem Evangelienteil vorangestellte doppelseitige Widmungsbild. Auf der linken Seite steht in einem auf die Spitze gestellten Vierpass-Quadrat der Mönch Liuthar mit einem Evangelienbuch in Händen zu dem auf der gegenüberliegenden Seite thronenden Otto III. hingewandt. Die ober- und unterhalb in goldener Capitalis auf Purpurgrund angebrachte, in Leoninischem Hexameter gehaltene Widmungsinschrift lautet: HOC AUGUSTE LIBRO TIBI COR D[EU]S INDUAT OTTO QUEM DE LIUTHARIO TE SUSCEPISSE MEMENTO – „Mit diesem Buch möge Gott dir, Kaiser Otto, das Herz bekleiden. Erinnere dich, dass du es von Liuthar empfingst.“
Das gegenüberliegende Bild zeigt Otto in der Art römischer Kaiser mit Tunika und Chlamys bekleidet vor Goldgrund auf einem von Tellus als Personifikation der Erde getragenen Thron. Otto wird – exemplarisch für die mediävale Herrscherikonographie – umfangen von einer sonst nur Christus vorbehaltenen Mandorla. Hier wird zum Ausdruck gebracht, dass Otto im Sinne des mittelalterlichen Herrscheridee durch die Krönung selbst zum Christus, zum Gesalbten, geworden ist. Dies wird bestätigt durch die in blauem Nimbus über einem Kreuz erscheinende Hand Gottes, die den Kaiser krönt, der wiederum die Arme in der Haltung des Gekreuzigten ausgebreitet hat. Die Rechte hält den Reichsapfel, während die Linke zum Empfang des von Liuthar gestifteten Evangeliars ausgestreckt ist. Die vier Symbole der Evangelisten halten den weißen Evangelienrotulus vor die Brust des Kaisers und bekleiden gleichsam sein Herz damit. Die Szene wird von einer purpurnen Arkade gerahmt; die Farbe – eigentlich ein Privileg des oströmischen Kaisers – weist hin auf Ottos Kaiserwürde. Zu beiden Seiten des Thrones stehen zwei huldigende Könige mit Lehnsfahnen an ihren Lanzen. In ihnen hat man Bolesław I. und Stephan I., der im Jahre 1000 durch Otto zum König erhoben wurde, sehen wollen. Im unteren Register nähern sich von links zwei weltliche Würdenträger mit Helm, Lanze und Schild. Von rechter Seite kommend finden sich zwei geistliche Würdenträger in Gestalt von mit Albe, Kasel und Pallium bekleideten Erzbischöfen, die Schreibgeräte mitgebracht haben.
Es handelt sich bei dieser Apotheose-Darstellung um eine einzigartige byzantinisch beeinflusste Abwandlung des Topos der Majestas Domini. Kaiser Otto III. erscheint als von Gott gekrönter, von der Erde getragener irdischer Christus, das Herz erfüllt vom Evangelium, dem die Mächtigen der Welt huldigen.

#### Aachener Fragment
Im Jahre 1886 fand der Aachener Stiftskapellmeister Heinrich Böckeler im Liuthar-Evangeliar das sogenannte Aachener Fragment, der Schrift nach in das 14. oder 15. Jahrhundert zu datieren: Es handelt sich um den Beginn des als Aachener Weihnachtslied bekannten ältesten Weihnachtsliedes im deutschen Sprachraum. Die in Quadratnotation erfasste Melodie ist unterlegt mit den Worten: Syt willekomen heirre kirst want du unser alre here bis – übersetzt: „Sei willkommen Herre Christ, der du unser aller Herre bist“.

### Einband
Bis 1870 bildete ein silberner Bucheinband aus der Zeit um 1170/80 den rückwärtigen Deckel des karolingischen Schatzkammer-Evangeliars, bis er als Vorderteil auf dem Liuthar-Evangeliar befestigt wurde. Im Jahre 1972 wurde der Buchdeckel abgenommen und das Evangeliar neu eingebunden. Ein möglicherweise ursprünglich für das Liuthar-Evangeliar geschaffener ottonischer Einband, der sogenannte Goldene Buchdeckel, wurde ebenfalls bis 1972 als Frontdeckel des Schatzkammer-Evangeliars genutzt.
Der Buchdeckel hat die Maße 30,8 × 23,7 cm und besteht aus einem Holzkern, Silberblech und byzantinischen Elfenbeintafeln aus der Mitte des zehnten Jahrhunderts. Letztere zeigen Halbfiguren der vier Heiligen Johannes der Evangelist, Johannes der Täufer, Theodor und Georg und bilden die Mitte des Deckels. Um sie herum sind in Bogenfeldern die vier schreibenden Evangelisten angeordnet; seitlich zieren die Bildnisse zweier Erzengel das Werk. Die Elfenbeintafeln gehören als klappbare Altarflügel zu dem Elfenbeinrelief des Buchdeckels des Schatzkammer-Evangeliars und weisen keinerlei Bezug zu den in Silber gearbeiteten Evangelisten und Engeln auf.

## Einordnung
Erstmals in der gesamten mittelalterlichen Buchkunst wurden auf den 21 Seiten mit Szenen aus dem Leben Jesu teils in zwei übereinander liegenden Registern Miniaturen konsequent hochformatig angelegt. Die trotz des kleinen Formats dieser Szenen monumental wirkenden Figuren werden von kapitellbekrönten Arkaden umrahmt, allesamt hinterfangen von einem Goldgrund – ein weiteres Novum für die gesamteuropäische Buchkunstgeschichte. Die Darstellungen sind als Zusammenstellung spätantiker, mittelbyzantinischer und Trierer Vorlagen anzusehen. Ernst Günther Grimme sagt hierzu: „Die Wirklichkeit des Ewigen bestimmt das Erscheinungsbild“.

## Forschungsgeschichte
In der Forschungsgeschichte war die Frage nach der Identifikation des dargestellten Herrschers lange Zeit umstritten. So wurde dieser u. a. von Percy Ernst Schramm zunächst für Otto II. gehalten, wovon er sich jedoch in einer 1983 posthum gemeinsam mit Florentine Mütherich veröffentlichten Schrift zugunsten einer Deutung als Otto III. distanzierte. Letztlich hat sich die gegenwärtige Interpretation aus stilistischen Gründen durchgesetzt – ein vermeintlich offensichtliches, jedoch umstrittenes Argument mag an dieser Stelle die Bartlosigkeit und damit implizierte Jugendlichkeit des Dargestellten sein. Problematisch ist darüber hinaus auch weiterhin, ob es sich zumindest neben einer zeitlosen, in jenseitiger Entrückung konzipierten Inszenierung gleichfalls um die Darstellung eines konkreten profanen Ereignisses und hier insbesondere der Kaiserkrönung am 21. Mai des Jahres 996 handelt, aus deren Anlass dann die Stiftung des Evangeliars womöglich erfolgt wäre.